# Авдыш, Зая Зедович
Зая Зедович Авдыш (25 августа 1945, Киев — 21 мая 2015, Житомир) — советский футболист и украинский футбольный тренер и функционер. Многолетний глава и президент футбольного клуба «Полесье» (Житомир). Заслуженный тренер Украины, заслуженный тренер РСФСР. Кроме футбольной деятельности известен благодаря высокому статусу в криминальном мире.

## Биография
Ассириец по происхождению, родился в Киеве, детство провёл в Житомире, куда он переехал с семьёй в возрасте пяти лет. Там же в составе «Полесья» он дебютировал в соревнованиях среди команд мастеров. Впоследствии выступал в «Пахтакоре» из Курган-Тюбе, а в 1970—1971 годах защищал цвета «Сахалина», где играл и жил в одной комнате вместе с экс-игроком киевского «Динамо» Валентином Трояновским. Тренером той команды был Геннадий Жиздик, впоследствии начальник команды днепропетровского «Днепра». По возвращении на материк Авдыш непродолжительное время играл в «Вулкане» из Петропавловска-Камчатского, махачкалинский «Динамо» и усть-каменогорский «Восток».
После завершения карьеры возглавил «Турбину» из Набережных Челнов, с которой прошёл путь от первенства города до второй лиги чемпионата СССР. Проработал с командой около 10 лет, после чего вернулся на родину. В 1989 году впервые возглавил житомирское «Полесье». С 1990 года исполнял обязанности начальника команды, а в 1991—1992 годах вновь руководил клубом в качестве главного тренера. В августе 1992 года непродолжительное время работал наставником шепетовского «Темпа», однако впоследствии вновь вернулся в Житомир. В течение 1995—2004 годов шесть раз поднимался на тренерский мостик «Полесья», а с 1999 года занимал должность президента клуба. В течение 2000—2004 годов совмещал работу в клубе с должностью вице-президента ПФЛ. Авдыш был приближенным к тогдашнему главе ПФЛ Равилю Сафиуллину и принадлежал к так называемому «донецкому клану» в футболе.
В 2004 году отошёл от футбольных дел из-за болезни. Авдышу была сделана операция по кардиошунтированию и постепенно его состояние стало улучшаться. В 2010 году он заявил о попытке восстановления футбольного клуба «Полесье», однако дальше разговоров дело не пошло.
Кроме спортивной деятельности неоднократно был замечен в уголовных делах. Согласно информации в прессе был осуждён по ст. 92 ч. 2, 147 ч. 3 УК РСФСР. Проблемы с законом начались в Авдыша ещё во время работы в Набережных Челнах, где он был осуждён к четырём годам лишения свободы. Организовывал и координировал деятельность преступных групп в Киеве, Житомире и Житомирской области.
21 мая 2015 года Авдыш умер в Житомире в возрасте 69 лет. По предварительной информации причиной смерти стал отрыв тромба.

## Семья
Старший брат футболиста и футбольного арбитра Валерия Авдыша.